# دابوگتینگا

دابوگتینگا شهری در شهرستان دولوگو در استان بازگا در بورکینافاسوی مرکزی است و جمعیت آن ۱۱۰۹ نفر است.